# Durfort (Tarn)
Durfort es una comuna francesa situada en el departamento de Tarn, en la región de Occitania.

## Demografía
| 213 | 301 | 274 | 326 | 300 | 270 | 246 |
| Para los censos de 1962 a 1999 la población legal corresponde a la población sin duplicidades (Fuente: INSEE [Consultar]) |     |     |     |     |     |     |